# Avet de Douglas
L'avet de Douglas o pi d'Oregon (Pseudotsuga menziesii) és una espècie de conífera de la família Pinaceae de fullatge persistent nativa de l'oest d'America del Nord. La varietat Pseudotsuga menziesii var. menziesii, es coneix com a avet de Douglas de la costa ja que creix en les regions costaneres des de la Colúmbia Britànica central del Canadà fins a la Califòrnia central. És present des de prop del nivell del mar fins a 1.800 m i, més a l'interior, hi creix una altra varietat,
P. menziesii var. glauca.
L'epítet específic és pel botànic Archibald Menzies, rival de David Douglas.

## Descripció
L'avet Douglas de la costa es considera els segon arbre més alt del món. Fa de 60 a 75 m i són comuns diàmetres del tronc d'1,5 a 2 m. L'espècimen viu més alt fa 99,4 m. Normalment viuen més de 500 anys.

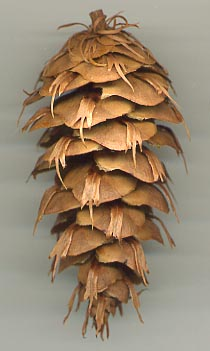
Primera pinya collida per David Douglas

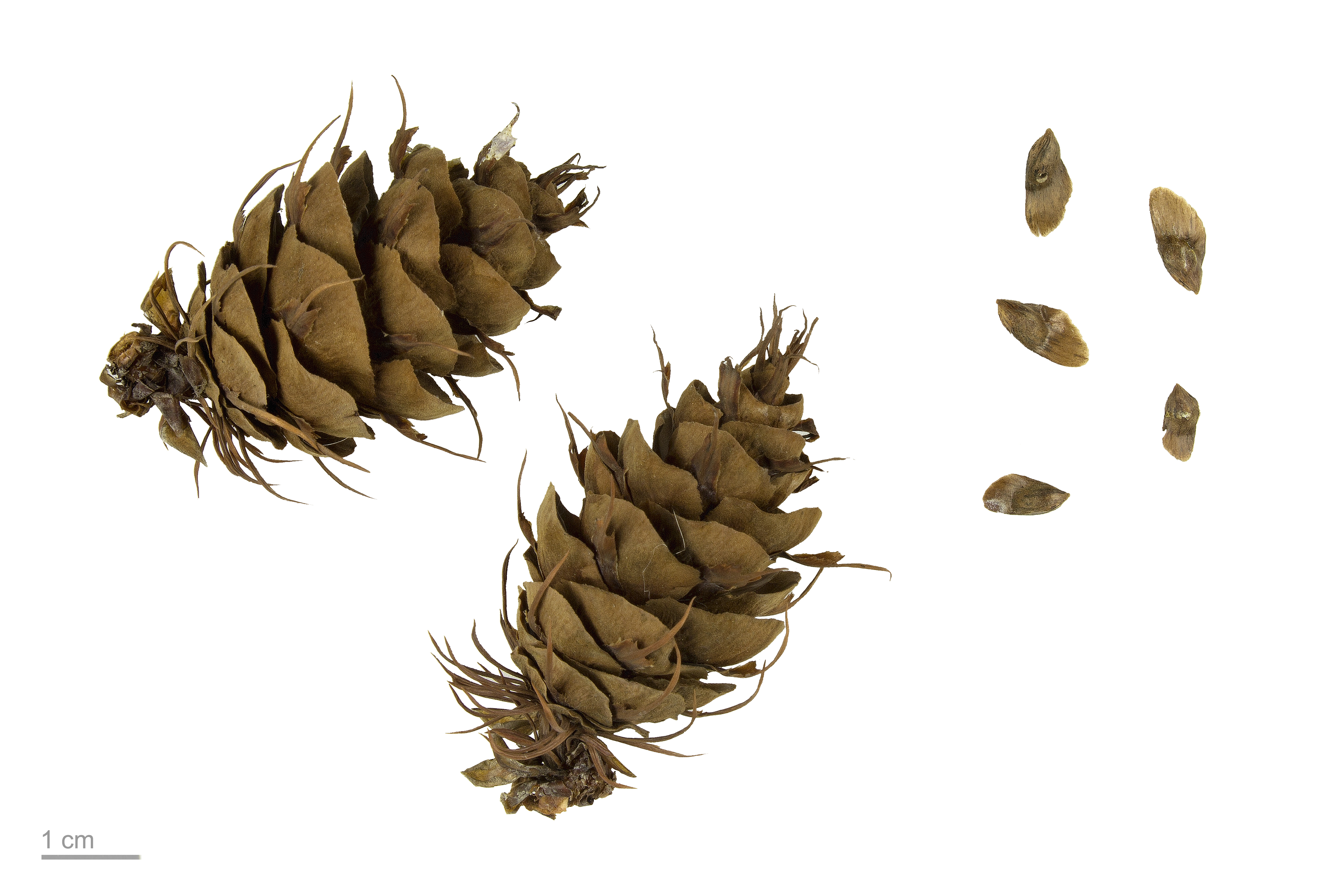
Pseudotsuga menziesii

Els brots són marrons a verd oliva i es tornen marró gris quan envelleixen, són finament pubescents. Els borrons tenen una forma cònica estreta distintiva de 4 a 8 mm de llarg. Les fulles estan disposades espiralment, són aciculars de 2 a,5 cm de llarg.
Les pinyes madures pengen, fan de 5 a 11 cm de llarg i de 2 a 3 cm d'ample. Maduren a la tardor. Cada pinya té de 25 a 50 pinyons, les llavors fan de 5 a 6 mm de llarg i de 3 4mm d'ample amb una ala.
La producció apreciable de pinyons triga entre 20 i 30 anys i la producció és irregular.

## Usos
Produeix més fusta que qualsevol altre arbre d'Amèrica del Nord. La fusta té moltes utilitats com a fusta de construcció, mineria, paper, etc. També en jardineria i com arbre de Nadal. Els hawaians en feien canoes dels troncs d'arbres que arribaven a la costa.

## Cultura popular
Aquest arbre és el símbol de les sèries de televisió Twin Peaks i després de The X-Files.